# Fiat 1100

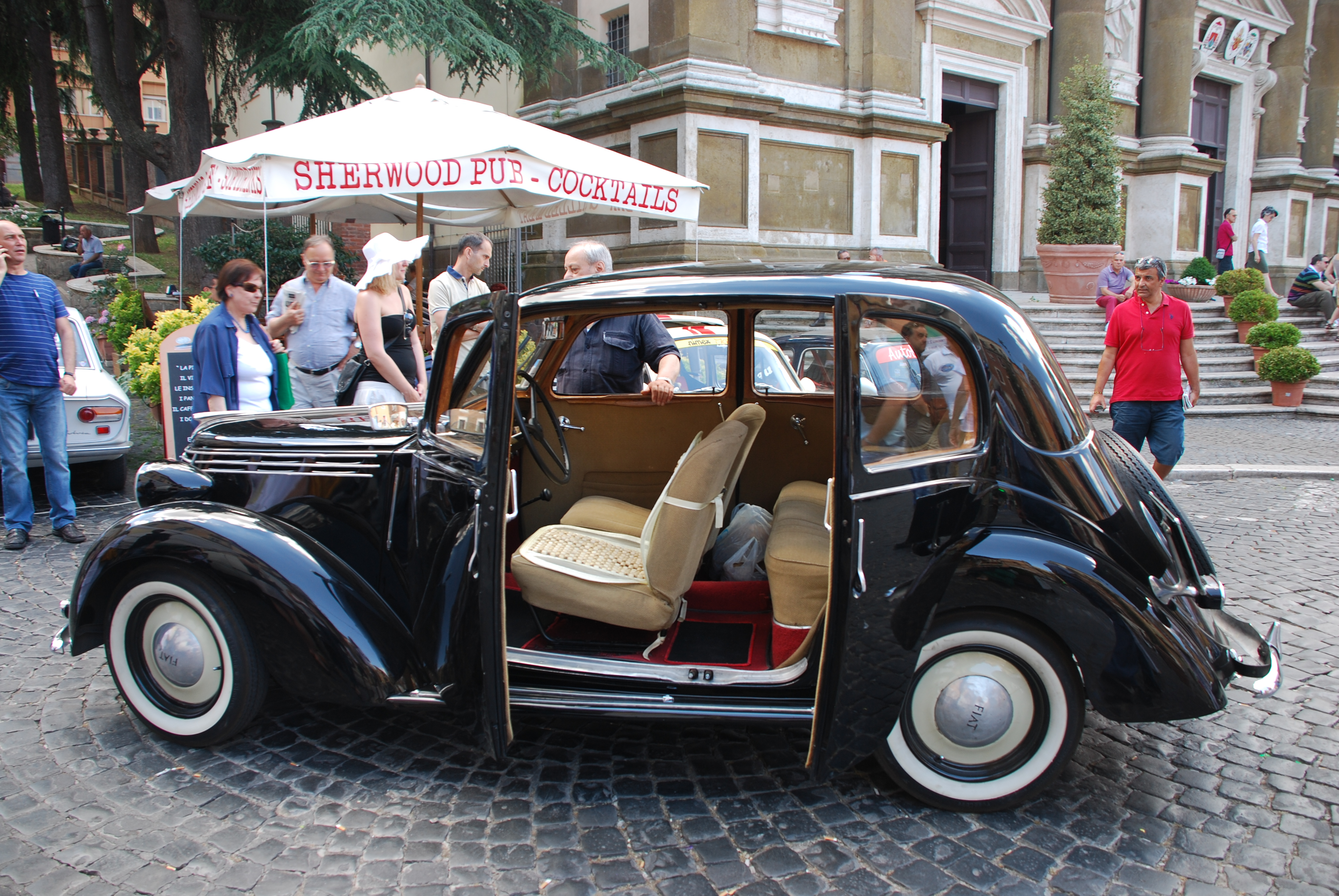
Fiat 1100 A "Musone" - Noter l'absence de montant central entre les portières

La Fiat 508C, renommée Balilla 1100 par les Italiens, était une voiture fabriquée par le constructeur italien Fiat de 1937 à 1953 sous différentes versions 508C - 1100 A - B & E.

## Historique

### La 508C Balilla 1100
Le projet repose sur l'évolution de l'ancienne Fiat 508 Balilla de 1932. Présentée et produite dès 1937, la nouvelle "Balilla" porte le nom de code 508 C. En réalité, cette nouvelle "Balilla" n'a quasiment rien conservé de l'ancienne série. La ligne de carrosserie s'inspire, en légèrement plus petit, de celle très aérodynamique de la Fiat 1500 6 cylindres qui a fait sensation lors de son lancement en 1935. Elle est construite sur un nouveau châssis séparé comprenant deux gros longerons latéraux et un élément central en X, inaugure un système de freinage hydraulique d'avant garde. La distribution se fait avec des soupapes en tête. Équipée de roues indépendantes à l'avant, elle conserve un essieu rigide arrière pour de simples raisons de limitation du bruit dans l'habitacle. La voiture n'est disponible qu'avec une carrosserie à 4 portes à ouverture antagoniste, sans montant central mais conserve le principe de la malle arrière accessible depuis l'intérieur. La roue de secours est placée, comme le veut la coutume et la classe du véhicule, sous protection de carrosserie, sur la malle à l'extérieur.
Équipée du fameux moteur Fiat 108C de 1 089 cm3 à soupapes en tête développant, à 4.200 tr/min, 32 puis 35 ch CUNA, cette voiture, en avance sur son temps, dispose d'une boîte de vitesses Fiat à 4 rapports, de freins hydrauliques, de roues avant indépendantes, d’une carrosserie moderne tout acier à 4 portes sans montant central et offre des performances brillantes que l’on ne retrouve souvent même pas dans les modèles de la concurrence, même de classe supérieure.

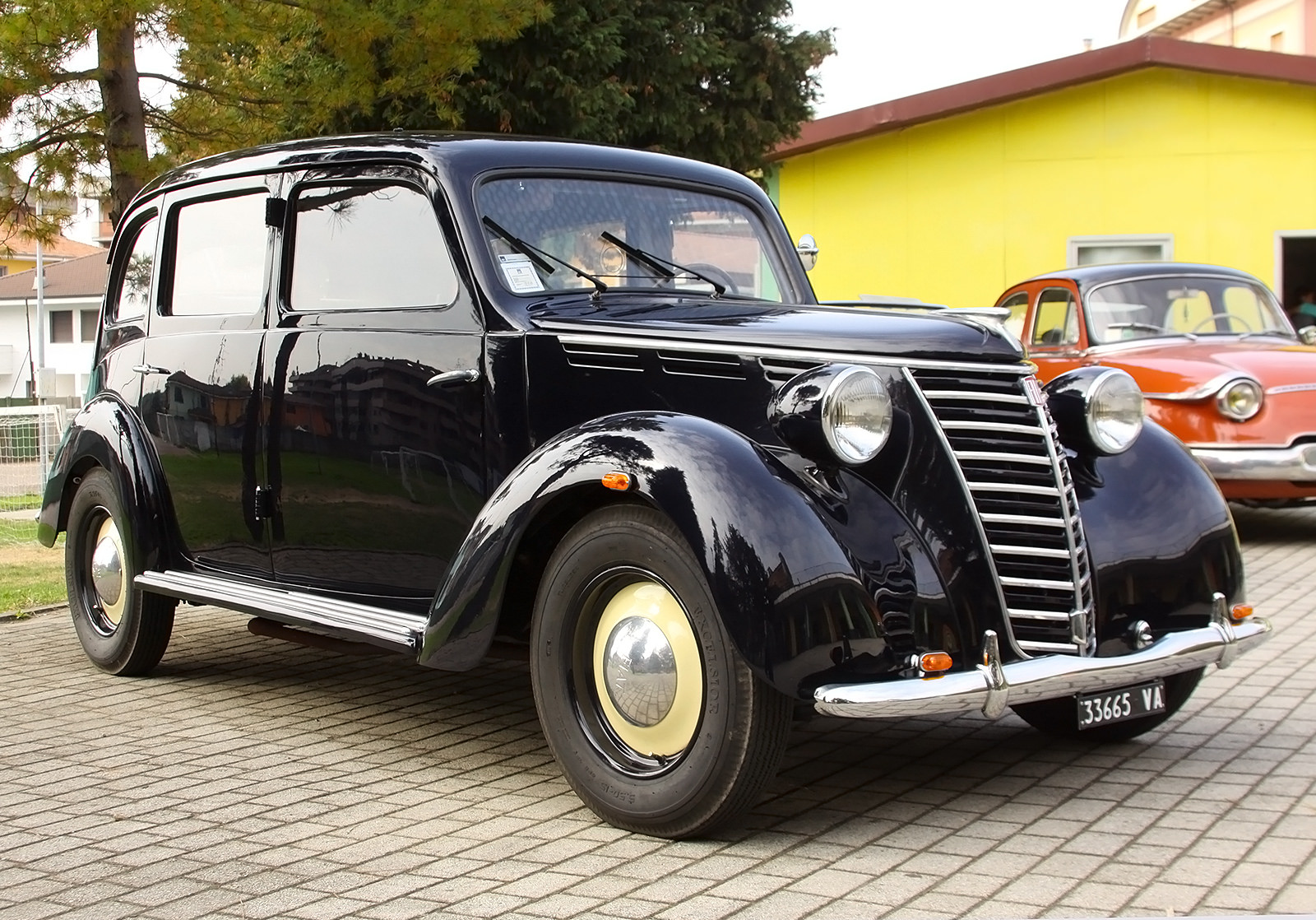
Fiat 1100 BL "Musone" Taxi

Elle a été déclinée en version berline, coupé et cabriolet. Une version longue 508L a été spécialement élaborée pour les taxis, avec un empattement allongé de 30 cm pour accueillir 3 rangées de sièges. Des versions utilitaires dérivées sont également commercialisées en 1938 : une fourgonnette et un pick-up disposant de 650 kg de charge utile, les Fiat 1100F.
En 1939, répondant à un appel d'offres de l'Armée, Fiat présente la "508 C Militare Coloniale"  qui sera très utilisée par le Regio Esercito, l'armée du roi d'Italie durant la Seconde Guerre mondiale pour les campagnes de Libye et de Russie ainsi que par les officiers allemands de la Wehrmacht.
La série 508C 1100 est restée en production dans l'usine du Lingotto, sans aucun changement, jusqu'à la veille de la Seconde Guerre mondiale. Elle a été produite à environ 57 000 exemplaires.

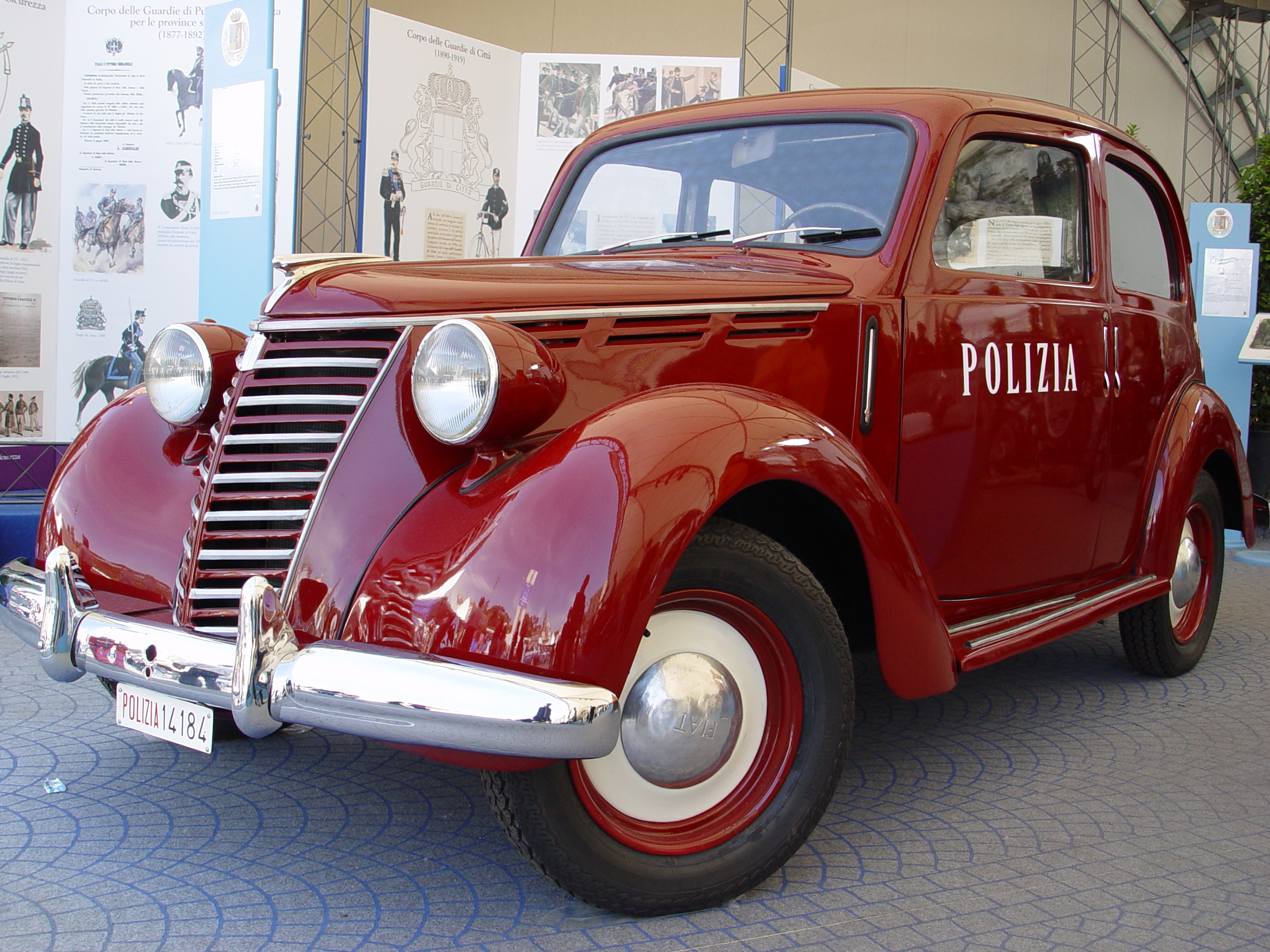
Fiat 1100 A "Musone" de la Polizia (1939)

### Fiat 1100 A "Musone"
En 1939, juste avant le début de la Seconde Guerre mondiale, une nouvelle série fait son apparition avec un nom simplifié : Fiat 1100 que les Italiens surnomment très vite "1100 Musone" (grand museau) en raison de sa proue en forme de coupe-vent, comme une étrave de bateau, semblable à celle de la très luxueuse Fiat 2800. La gamme se compose, comme la 508C 1100 précédente, des versions berline, berline longue, coupé et cabriolet. Une version particulière comprenant un toit ouvrant intégral, doté d'une capote, permet de découvrir tout l'habitacle, du pare-brise à la lunette arrière.
Cette seconde série restera inchangée pendant toute la durée de la Seconde Guerre mondiale. Elle a été produite à environ 74 000 exemplaires.

### Fiat 1100 B
Peu après la fin de la Seconde Guerre mondiale, lorsque les usines turinoises ont été reconstruites et que le bureau d'études puisse se consacrer à nouveau à l'étude de nouveaux modèles automobiles, début septembre 1948, Fiat présente la série 1100 B. Cette nouvelle série se distingue par la suppression des volets d'aération latéraux remplacés par un système centralisé de ventilation de l'habitacle et ses prises d'air placées sous le pare-brise. La mécanique est revue et la puissance du moteur passe de 32 à 35 ch. Elle sera produite dans l'usine de Mirafiori qui a été remise en état avant l'ancienne usine du Lingotto, en centre-ville de Turin.
La version cabriolet devient un objet luxueux très recherché avec ses sièges en cuir, sa capote de la même couleur que la carrosserie qui, pour la première fois en Europe, propose une peinture métallisée. La puissance du moteur est portée à 52 ch. Trois exemplaires ont participé à la course Mille Miglia cette année-là et se sont classés aux 5e, 6e et 7e places.
Comme pour la série précédente, Fiat propose une version berline longue 1100 BL, coupé et cabriolet.

### Fiat 1100 E
Au début de l'automne 1949, Fiat présente la série 1100 E et EL qui restera en production jusqu'en 1953 jusqu'à l'arrivée de la Fiat 1100-103 qui va révolutionner le monde automobile de l'époque.
Cette nouvelle série comporte plusieurs nouveautés comme : la commande de vitesses au volant, le coffre accessible de l’extérieur et la roue de secours placée à l'intérieur du coffre arrière. Conformément au nouveau code de la route italien, la plaque d'immatriculation est placée au-dessus du parechocs arrière au centre et non plus sur l'aile arrière gauche. Elle est également déclinée, dès le début, en une version cabriolet à 4 places dérivée de la berline, puis avec une carrosserie particulière à partir de 1948.
La production de cette série va atteindre les 56 000 exemplaires (hors véhicules utilitaires Fiat 1100F > à 15 000 unités). Elle sera remplacée en 1953 par la Fiat 1100-103.

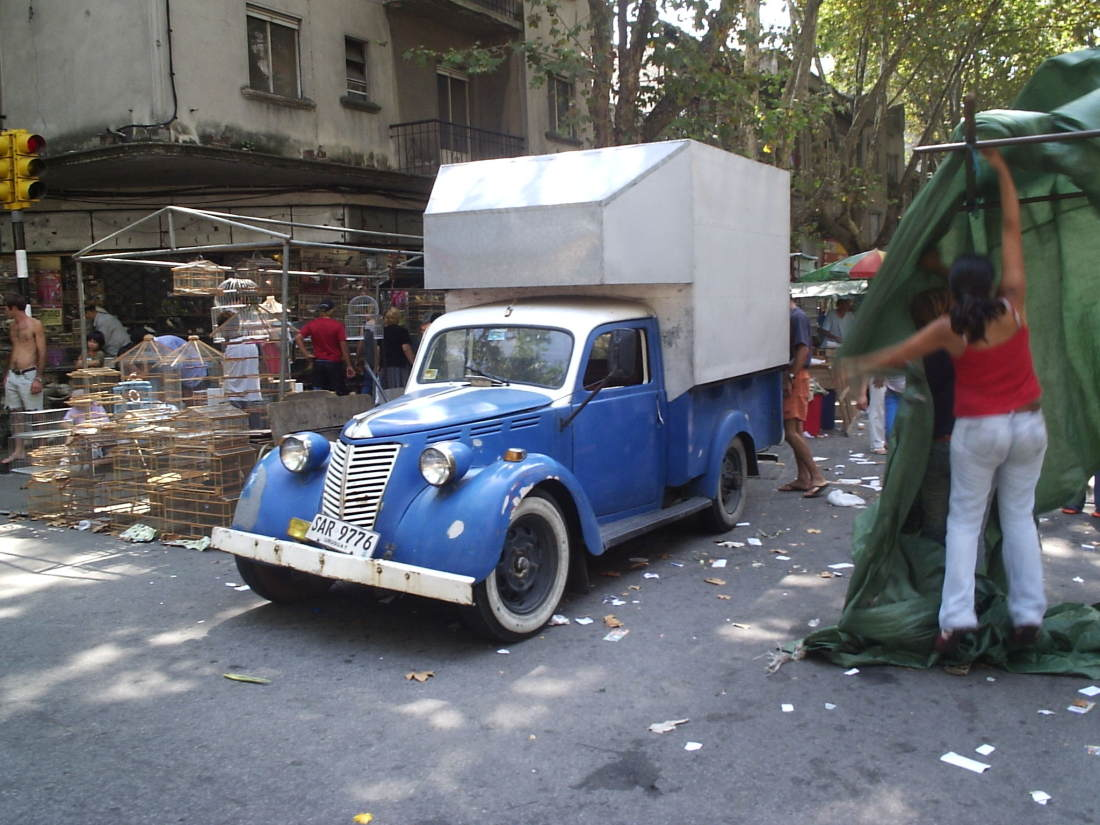
Une fourgonnette Fiat 1100 ELR à Montevideo (Uruguay)

## Production en Italie
La production de ce modèle (selon le site Zuckerfabrik24) a été la suivante :
- Fiat 508C 1100 de 1937 à 1939 :
  - 508C berline de base : 52 017 exemplaires de 1937-39,
  - 508L berline longue : 4 994 exemplaires
  - 508M militaire : inconnu, (comme toujours chez Fiat)
  - 508F fourgonnette : inconnu
- Fiat 1100A de 1939 à 1948 :
  - 1100A : 51 858 exemplaires
  - 1100AL : 23 104 exemplaires
  - 1100M : environ 10 000 unités réquisitionnées par la Wehrmacht
  - 1100F fourgonnette : inconnu
- Fiat 1100B de 1949 à 1949 :
  - 1100B berline : 17 074 exemplaires
  - 1100BL berline longue : 4 700 exemplaires
  - 1100BLT Taxi :  3 384 exemplaires
  - 1100BLR : fourgonnette : inconnu
- Fiat 1100E de 1949 à 1953 :
  - 1100E berline : 54 694 exemplaires
  - 1100EL berline longue : 1 282 exemplaires
  - 1100ELR fourgonnette : > 15 000 exemplaires
- Fiat 1100S & ES de 1947 à 1951 :
  - 1100 S coupé : 401 exemplaires,
  - 1100 ES coupé : 50 exemplaires.

Aucune donnée précise concernant les versions châssis pour berlines, coupé et cabriolet, utilisés par des carrossiers extérieurs et dont Fiat ne communique pas le nombre.
La production totale de la 508C/1100 en Italie a ainsi dépassé 214 000 voitures.

## La Fiat 1100 dans le monde
La Fiat 508C/1100 fut une des nombreuses voitures Fiat à être construites également hors d'Italie. Il faut en effet y ajouter les fabrications suivantes :
- Autriche : dans l'ancienne usine Austro-FIAT de Vienne et dans la même configuration que l'original italien, Steyr-Puch fabriqua sous licence des Fiat 1100B & E entre 1948 et 1959, et ultérieurement la version 1100/103. Le nombre exact est inconnu.
- Allemagne : dans l'usine Fiat-NSU, tous les modèles furent fabriqués dès 1938, depuis la 508 C/1100 jusqu'à la dernière Fiat 1100-103R en 1970, avec les moteurs 1 100 et 1 200 cm3. Presque 160 000 exemplaires furent fabriqués, dont environ 5 000 508 C/1100 de 1938 à 1941.
- France : l'usine Simca-Fiat de Nanterre débuta à la fin de 1937 la fabrication de la Fiat 508 Balilla, rebadgée Simca-Fiat 6cv, puis Simca 8, avec un alésage augmenté dès 1950 ; 113 165 exemplaires sortirent des chaines de Nanterre. Simca gardera l'excellent moteur Fiat 108C et ses dérivés pour équiper toutes les séries Aronde et P60 jusqu'à la fin des années 1960.
- Argentine : a été fabriqué par Fiat Concord dans son site industriel de Córdoba, la version 103 D Export. Ont produit un total de 23 152 unités.

Au total, ce seront environ 330 000 Fiat 508C/1100 qui auront été fabriquées dans le monde entre 1937 et 1953. Les versions suivantes (1100/103) se compteront par millions.

## Données techniques Fiat 1100 B
- Moteur : longitudinal avant, 4 cylindres en ligne, soupapes en tête
- Cylindrée : 1 089 cm3 - Alésage x course : 68 × 75 mm
- Puissance max : 35 ch à 4 400 tr/min
- Transmission: boîte manuelle 4 rapports, embrayage monodisque à sec, propulsion arrière
- Suspensions : avant à roues indépendantes, bras transversaux superposés, ressorts hélicoïdaux, amortisseurs hydrauliques, essieu arrière rigide, amortisseurs hydrauliques, barre stabilisatrice transversale
- Freins : hydrauliques sur les 4 roues
- Dimensions et poids : empattement 2 420 mm, voie avant 1 231 mm, voie arrière 1 226 mm, longueur 4 050 mm, largeur 1 482 mm, hauteur 1 500 mm. Poids : 905 kg à vide, 1 185 kg à pleine charge.
- Vitesse max : 110 km/h

## LaFiat 1100-103: son héritière

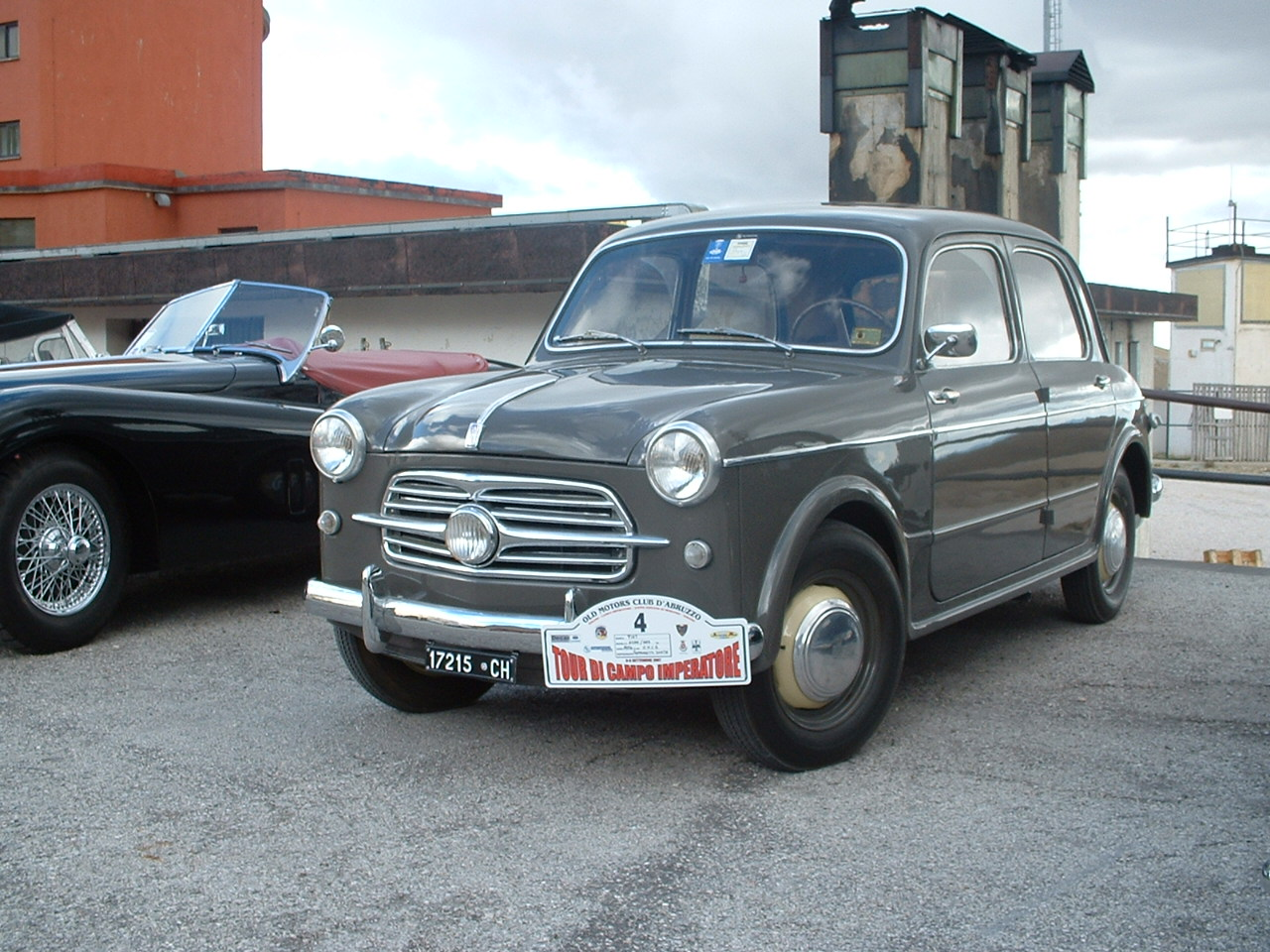
Fiat 1100-103 1954-1re série

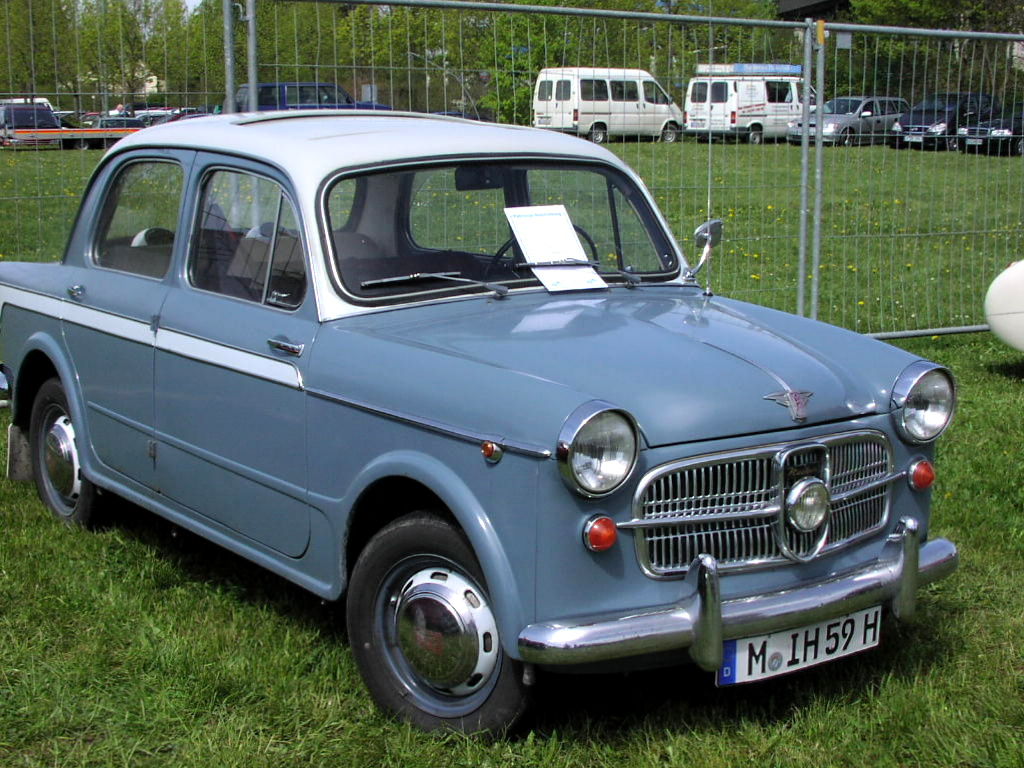
Fiat Neckar 1100

En 1953, la Fiat 1100 a subi une refonte totale.
Nouvelle plateforme, nouveau design, elle prend le nom de code Fiat 1100-103 et ne garde de sa devancière que le moteur dont la fiabilité légendaire et la grande souplesse avaient conquis l'ensemble des techniciens. Des millions d'exemplaires en seront construits, dont 1 500 000 en Inde, sous le nom de Premier Padmini.

## Curiosité
En 1941, en pleine période d'autarcie à cause de la Seconde Guerre mondiale, la Carrosserie Touring réalise le projet conduit par le comte Franco Mazzotti, une Fiat 1100 électrique.
Elle dispose d'un moteur électrique qui développe la puissance de 4,5 ch, alimenté par une batterie unique au plomb de 15 kW. La Fiat 1100 électrique peut rouler à une vitesse de 50 km/h avec une autonomie de 100 km.
La recharge de la batterie ne nécessite que 5 heures grâce à son chargeur triphasé.
Un seul prototype sera construit qui sera utilisé par le comte Mazzotti.